# Fred Barry
Frédéric Barry, dit Fred, est un comédien, chanteur et directeur de théâtre québécois né à Montréal le 28 octobre 1887 et mort à Montréal le 17 août 1964.

## Biographie
Fils d'un modeste hôtelier de Montréal, Frédéric Barry s'est initié au théâtre dès l'enfance. Dès 1916, il devient directeur de la troupe du Théâtre Impérial à Québec. 
En 1930, Fred Barry met sur pied, avec le comédien Albert Duquesne, la troupe Barry-Duquesne qui s'installe dès le début  au cinéma Chanteclerc, qui sera connue éventuellement sous le nom de Théâtre Stella. Cette salle de 443 places était située rue Saint-Denis (où on trouve aujourd'hui le Théâtre du rideau vert) à Montréal.
Fred Barry et Albert Duquesne sont entourés au sein de cette troupe par Bella Ouellette, Marthe Thiéry, Antoine Godeau, Pierre Durand, Mimi d'Estée, Henry Deyglun, Jeanne Demons et Gaston Dauriac.
La troupe Barry-Duquesne, accompagnée du Quatuor Alouette s'embarque pour Paris en 1937. Marthe Thiéry, Mimi d'Estée, Bella Ouellette, Fred Barry, Albert Duquesne et Henry Deyglun vont jouer la pièce de Deyglun, Vers la terre canadienne. Pour la première fois, une troupe québécoise présente une pièce d'ici en France.
Même si la troupe Barry-Duquesne perdurera pendant près de 30 ans, cette tentative d'implanter un théâtre permanent à Montréal échoue. Fred Barry va devoir amorcer un tournant majeur de sa carrière, alors que deux acteurs importants de la scène théâtrale montréalaise font appel à lui pour soutenir leurs entreprises théâtrales. D'abord, Gratien Gélinas, qui l'engage pour le seconder à la mise en scène et pour jouer dans les Fridolinades (1938-1946), qui débouche sur la création de la pièce Tit-Coq en 1948 - Barry fut également de la distribution de la version cinématographique qu'en tira Gélinas en 1952. Puis, le tout jeune Pierre Dagenais qui lui réserve une place au sein de ses productions, en saluant en lui un symbole vivant du théâtre canadien. Durant quarante ans, Fred Barry a ainsi exercé son métier de comédien dans des conditions matérielles souvent peu favorables.
Acteur né, Fred Barry traverse les difficiles années trente et quarante en trouvant refuge à la radio, alors en plein essor, et en prenant part à de nombreuses revues et à des spectacles d'opérette. À la radio de Radio-Canada, il fut Georges Beauchamp dans le feuilleton radiophonique Rue Principale et le docteur Cyprien dans Un homme et son péché. Il sera aussi une des vedettes du cycle de Robert Choquette des Velder dans les radioromans La Pension Velder (1938-1942) et Métropole (1943-1956).

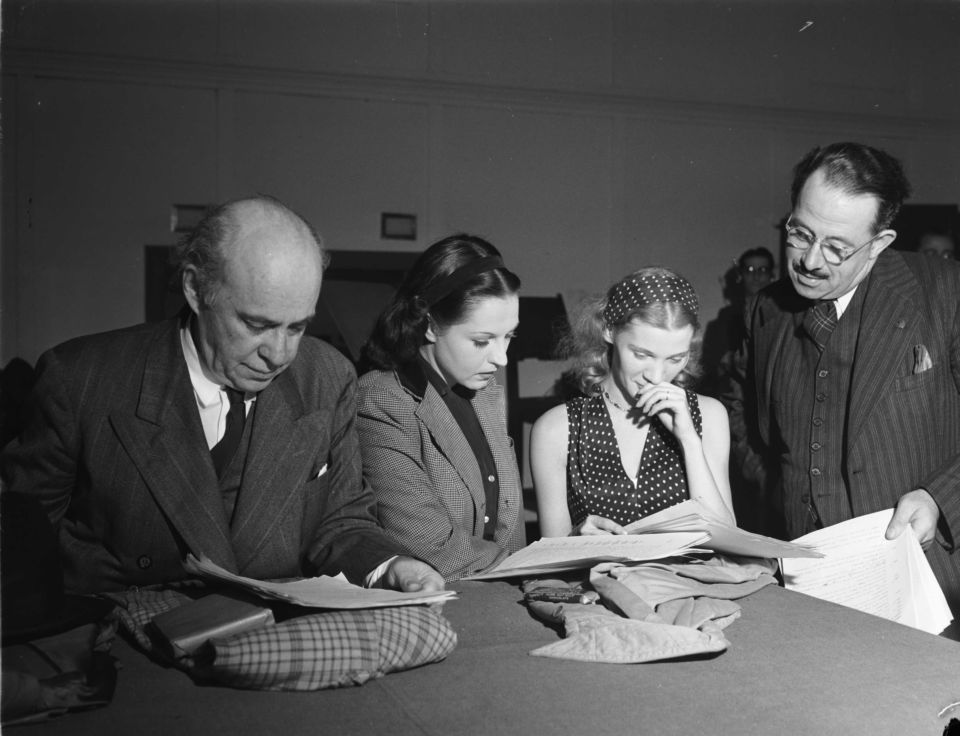
Fred Barry, Janine Sutto, Muriel Guilbault et George Alexander répètent le scénario du radioroman "Les secrets du docteur Morhanges" en 1945.

Crédité avec raison du titre de pionnier du jeu « à la canadienne », Fred Barry a fait l'objet d'un documentaire de Claude Jutra, Fred Barry comédien (ONF, 1959). Il meurt à la suite d'une longue maladie le 17 août 1964 ; son décès est souligné par la publication d'une brochure d'hommages réalisée par le journaliste Philippe Laframboise qui lui consacrera plus tard un ouvrage, Fred Barry et la petite histoire du théâtre au Québec en 1966. 
Le fonds d'archives de Fred Barry et Bella Ouellette est conservé au centre d'archives de Montréal de Bibliothèque et Archives nationales du Québec. Sa sépulture est située dans le Cimetière Notre-Dame-des-Neiges, à Montréal.

## Filmographie
- 1934 : Maria Chapdelaine : Nazaire Larouche
- 1945 : Fridolinons
- 1953 : Tit Coq : Père Desilets

## Récompenses et nominations

### Honneurs
- En 1976, la Ville de Montréal a donné son nom à une place derrière la Place des Arts jusqu'à ce que celle-ci soit jumelée au incorporé au Parterre du Quartier des spectacles en 2009. L'année suivante, la Nouvelle Compagnie théâtrale a fait de même pour la petite salle qui jouxte le Théâtre Denise-Pelletier.
- Une rue Fred-Barry est présente dans le quartier Chomedey de Laval.

## Sources
- « Fred Barry » (présentation), sur l'Internet Movie Database
- Raymonde Bergeon et Marcelle Ouellette, Radio-Canada 1936-1986. Voix, visages et légendes, 1986.
- Bilan du siècle
- Visionnez Fred Barry comédien à ONF.ca